# Kenneth Allott
Pour les articles homonymes, voir Allott.
Kenneth Allott (29 août 1912 - 23 mai 1973) est un poète et universitaire anglo-irlandais, spécialiste de Matthew Arnold.

## Biographie

### Jeunesse et études
Kenneth Allott est né à Mountain Ash dans le comté de Glamorgan au pays de Galles, où son père médecin remplaçant exerçait. Allott a plus tard connu la rupture du mariage de ses parents, suivie du décès de sa mère. Son frère Guy et lui sont alors adoptés tantes irlandaises de Tyneside, et va à la St Cuthbert's Roman Catholic Grammar School de Newcastle upon Tyne à partir de 14 ans. Il est surnommé « Speedy » car il parle très vite. À cette époque, le lycée n'enseigne que les sciences pour le Higher School Certificate, Allot étudie par lui-même l'anglais et le latin.
En 1934, il fait son premier cycle au Armstrong College de l'Université de Durham à Newcastle. Il épouse Surya Kumari Lall en 1936.
Son premier cycle est suivie de recherches post-universitaires à l'Université d'Oxford.

### Carrière professionnelle
Kenneth Allott commence à travailler comme critique pour le Morning Post et avec Geoffrey Grigson (en) pour New Verse, auquel il contribue régulièrement. Il a également travaillé en tant qu'observateur pour le groupe de sondage social Mass-Observation de Charles Madge. En 1942, en optant pour l'objection de conscience, il s'installe avec sa famille à Gateshead pendant un an en tant que conférencier extra-muros.
Après un premier divorce en 1950, il épouse une autre conférencière Miriam Allott (en) le 1er juin 1951.
Kenneth Allott écrit une biographie de Jules Verne, deux recueils de poèmes, une édition commentée des poèmes de William Habington (en) et une pièce de théâtre adaptée d'un roman d'E. M. Forster A Room with a View.
Il occupe des postes à l’Université de Liverpool de 1948 à son décès en 1973 alors qu'il est alors titulaire d'une chaire d’anglais. Sa femme lui succède dans ses fonctions à Liverpool après son décès, même si en 1981, elle devient professeure au Birkbeck College.

## Œuvres
Kenneth Allott publie sa poésie dans Poems (1938, Hogarth Press), et The Ventriloquist's Doll (1943, Cresset Press). Il est alors considéré par certains comme le poète le plus prometteur. Francis Scarfe (en) lui consacre un chapitre entier dans Auden and After.
Allott devient directeur de Pelican Book of English Prose (1956) et de Oxford History of English Literature. Son anthologie The Penguin Book of Contemporary Verse (1950 ; revu et augmentée en 1962) est largement utilisé à l'université.
Allott publie Selected poems of Winthrop Mackworth Praed (en) (1953) ;
Five Uncollected Essays of Matthew Arnold (1953) et The Poems of Matthew Arnold (1965). Il publie aussi Robert Browning : Selected Poems (1967).
Son Collected Poems est publié après sa mort en 1975. Il était un conférencier spirituel et populaire, avec une grande affection pour les chats. Il fumait aussi beaucoup, croyant à tort qu’un premier épisode de tuberculose conférerait une protection. Il est effectivement mort d'un cancer du poumon.
Une nouvelle édition révisée et augmentée de Collected Poems d'Allott, éditée, introduite et annotée par Michael Murphy (en), est publiée en 2008.